# Arhitektura u 1444.
◄◄ | ◄ | 1441. | 1442. | 1443. | 1444.  | 1445. | 1446. | 1447. | ► | ►►
Arhitektura • Astronomija • Glazba • Knjige • Književnost • Kršćanstvo • Medicina • Pravo • Promet • Slikarstvo • Znanost
Arhitektura u 1444.

## Hrvatska i u Hrvata

### Zgrade i druge građevine
- Benediktinski samostan sv. Arnira u Splitu - dograđena kapela sv. Arnira

## Vanjske poveznice
|  | Zajednički poslužitelj ima još gradiva o temi Arhitektura u 1440-im |